# Kristine Bonnevie

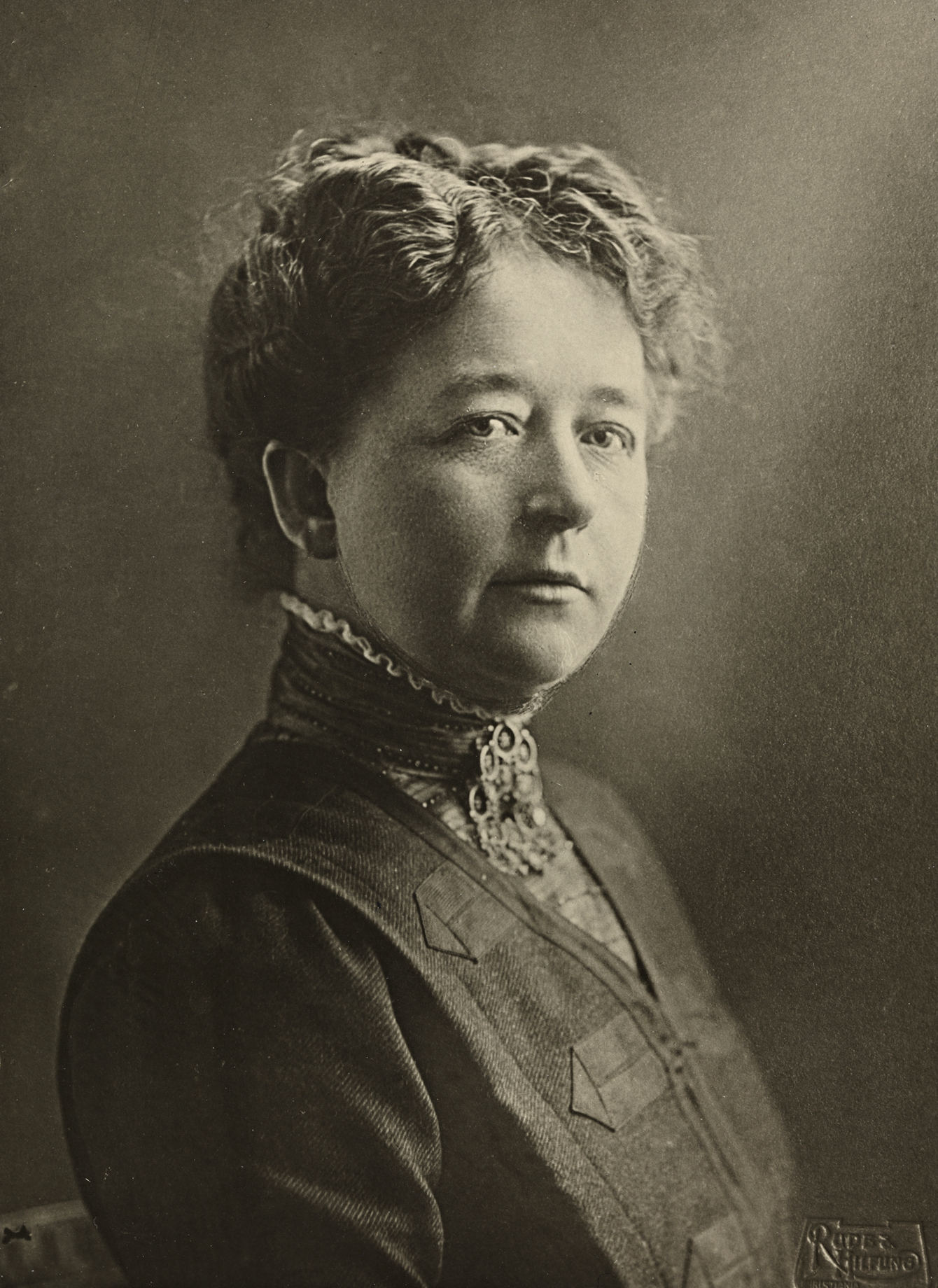
Kristine Bonnevie, um 1908

Kristine Elisabeth Heuch Bonnevie (8. Oktober 1872 in Trondhjem bis 30. August 1948 in Oslo) war eine norwegische Biologin und Norwegens erste Professorin. Ihre Forschungsfelder waren Zytologie, Genetik und Embryologie.

## Leben
Sie war das fünfte von neun Kindern von Jacob Aall Bonnevie (1838–1904) und Anne Johanne Daae (1839–1876). Ihre Familie zog im Jahr 1886 aus Trondhjem nach Kristiania.
Bonnevie bekam das Examen artium im Jahr 1892. Sie begann 1892 ein Studium der Zoologie, wechselte später in die Biologie. Sie schloss dieses Studium mit einer Doktorarbeit Undersøgelser over kimcellerne hos Enteroxenos østergreni („Studien zu den Keimzellen Enteroxenos østergreni“) im Jahre 1906 ab. Sie studierte auch unter Arnold Lang in Zürich in den Jahren 1898 bis 1899, unter Theodor Boveri in Würzburg von 1900 bis 1901 und unter Edmund B. Wilson an der Columbia University in New York von 1906 bis 1907. Sie war Professorin an der Königlichen Friedrichs-Universität von 1912 bis 1937 und gründete das Institut der Vererbungsforschung im Jahre 1916.
Im Jahr 1911 wurde Bonnevie das erste weibliche Mitglied der Norwegischen Akademie der Wissenschaften und Literatur. Später gründete sie die norwegische Gesellschaft für Akademikerinnen, die sie in den Jahren 1922 bis 1925 leitete. Sie gründete zudem ein Studentenwohnheim für junge Mädchen (Studiehjem for unge piker) im Jahr 1916 und ein Studentenwohnheim im Jahr 1923. Kristine Bonnevie war Mitglied des Universitären Rundfunk-Ausschusses von 1927 bis 1937. Thor Heyerdahl war einer ihrer Studenten in den 1930er Jahren.
Von 1909 bis 1918 war sie Vorstandsmitglied der Liberalen Linkspartei. Sie wurde zum Mitglied des Stadtrates von Kristiania gewählt und diente von 1908 bis 1919 als Stellvertreterin für das Parlament von Norwegen im Jahr 1915. Als Stellvertreterin von Otto Bahr Halvorsen im Wahlkreis Gamle Aker war sie von 1916 bis 1918 erneut tätig.
Kristine Bonnevie erhielt die Königliche Verdienstmedaille (Kongens fortjenstmedalje) in Gold im Jahr 1920, das Ritterkreuz 1. Klasse des Sankt-Olav-Ordens im Jahr 1946, und den „Fridtjof Nansens Preis“ im Jahr 1935. Das Biologiegebäude auf dem Universitätsgelände Blindern an der Universität Oslo wurde zu ihren Ehren nach Kristine Bonnevie benannt.
Sie hat nie geheiratet. Ihre Schwester Honoria war die Frau von Vilhelm Bjerknes.

## Schriften
- [Autobiografie], in: Elga Kern (Hrsg.): Führende Frauen Europas. [In 16 Selbstschilderungen]. München : E. Reinhardt, 1928, S. 187–198